# Ravidasvir
Ravidasvir (PPI-668) là một chất ức chế NS5A điều tra (của Pharco Dược phẩm) trong các thử nghiệm lâm sàng cho kiểu gen viêm gan C mãn tính 4.
Kết quả thử nghiệm lâm sàng sơ bộ đã được công bố vào tháng 11 năm 2015.. Vào tháng 4 năm 2017, các báo cáo báo chí tuyên bố rằng một phương pháp điều trị kết hợp liên quan đến ravidasvir và sofosbuvir đã đạt được tỷ lệ thanh toán 97% chống lại viêm gan C trong một thử nghiệm lâm sàng được tiến hành ở Malaysia và Thái Lan, và 100% trong một nghiên cứu khác được thực hiện ở Ai Cập.. Những thử nghiệm này được hỗ trợ bởi sáng kiến Thuốc chống bệnh tật và được tài trợ bởi tổ chức từ thiện Médecins Sans Frontières.